# 阿瑟·T·本杰明
阿瑟·T·本杰明（1961年3月19日—）是一位美国数学家，毕业于卡内基·梅隆大学和约翰斯·霍普金斯大学，加利福尼亚州哈维穆德学院教授，专攻组合数学，知名于其极强的心算能力。